# Heliotrop (kuća)
Heliotrop je energetski učinkovita kuća koju je konstruirao njemački arhitekt Rolf Disch, koji je također konstruirao i solarni brod (njem. Sonnenschiff). U Njemačkoj postoje tri takve kuće, od kojih je prvi eksperimentalni primjerak sagrađen već 1994. godine kao arhitektov dom u Freiburgu. 
Njegova energetska učinkovitost temelji se na korištenju sunčeve energije i kogeneracije, na kvalitetnom sloju izolacije, kvalitetnim prozorima i vratima koji sprječavaju gubitak topline, sustavu strujanja zraka, koji uz prozračivanje osigurava i dodatno očuvanje energije.
Dischova kuća dobila je naziv po heliotropiji (grč. helios = Sunce + tropos = okret), sposobnosti cvjetova i listova biljaka da svojim zakretanjem slijede izvor svjetlosti koliko god je to moguće. Konstrukcija se može fizički zakretati oko svoje osi i na taj način pratiti položaj Sunca u svrhu maksimizacije dobivene sunčeve topline i svjetlosti u građevini. 
Fotonaponski solarni paneli, smješteni na krovu, proizvode 5 do 6 puta više energije nego što njezini ukućani koriste što čini energetsku bilancu kuće pozitivnom. Heliotrop u Freiburgu je prva plus-energetska kuća u svijetu. Heliotrop u osnovi funkcionira kao solarna elektrana te priključak na javnu električnu mrežu koristi isključivo za plasman viška proizvedene električne energije. 
Druga bitna karakteristika je pasivno grijanje sunčevom energijom. Budući da heliotrop za grijanje koristi jedino apsorbiranu sunčevu toplinu te otpadnu toplinu iz unutarnjih izvora, uobičajeni sustavi grijanja nisu potrebni (passivhaus standard). Heliotrop, upravo zbog svoje mogućnosti praćenja Sunca, ima toliko veliku učinkovitost, pri pretvaranju energije sunčeva zračenja u toplinsku energiju, da se nalazi u opasnosti od pregrijavanja prostora u svim, samo ne najhladnijim uvjetima. Upravo zato konstrukcija ima i svoju drugu, superizoliranu stranu koja se izlaže Suncu u mjesecima kada grijanje nije potrebno i tako smanjuje pretjeranu osunčanost te opasnost od pregrijavanja prostora.

## Rotacijski mehanizam
Heliotrop nije 1. građevina koja se može rotirati, ali je prva koja koristi rotaciju u svrhu minimiziranja potrebe za toplinskom energijom. U normalnim uvjetima kut zakreta konstrukcije iznosi 180° u periodu od 12 sati. Konstrukcija je u potpunosti izgrađena od drveta, građevinskog materijala čija proizvodnja nije štetna za okoliš. Centralni drveni nosivi stup, oko kojeg se Heliotrop okreće, ima promjer 2,9 m te je visok 14 m. U drveni centralni stup ugrađeno je spiralno konzolno stubište.

## Upotreba sunčeve energije
Ova futuristička kuća iskorištava sunčevu energiju na više načina: za proizvodnju električne energije pomoću solarnih članaka, zagrijavanje vode cijevnim (vakuumskim) kolektorima te za pasivno grijanje prostora.

### Proizvodnja električne energije
Fotonaponski solarni paneli direktnom pretvorbom energije sunčeva zračenja proizvode električnu energiju. 54 m² visoko-efikasnih monokristalnih silicijevih solarnih članaka, nazivne snage 6,6 kW, instalirano je na krovu heliotropa. Solarni paneli imaju dvoosni sustav za praćenje položaja Sunca (dvoosni tragač) koji omogućava okretanje oko horizontalne, ali i vertikalne osi. Ovakav solarni sustav s dvoosnim tragačem jedan je od najvećih u Njemačkoj te ima 30-40% veću učinkovitost od konvencionalnog nepokretnog sustava. 

### Cijevni (vakuumski) kolektori
Ograda na balkonu sastoji se od više evakuiranih staklenih cijevi u kojima se zagrijava voda koja u njima cirkulira. Potrošna topla voda se skladišti u toplinski izoliranim spremnicima. 

### Pasivni solarni sustav
Prozori su izrađeni kombinacijom trostrukog stakla (praznine između stakala su punjene argonom ili kriptonom) s izolacijskim premazom te imaju izrazito mali koeficijent prolaska topline (0,50 W/m2K), koji vrijedi za čitavu površinu prozora, uključujući i okvir. Izloženi cjelodnevnom solarnom zračenju, prozori akumuliraju više topline od Sunca nego što im iznose toplinski gubitci, čak i u sred zime. Druga, superizolirana strana, koeficijenta prolaska topline 0,10-0,13 W/m2K, pruža hlad te osigurava hladnu unutrašnjost u vrijeme vrućih, ljetnih mjeseci.

## Sustav za obradu otpadnih voda i biootpada
U kućanstvima se sive vode sastoje od otpadnih voda koje nastaju tuširanjem, pranjem rublja, posuđa i sl. Heliotrop posjeduje sustav za mehaničko i kemijsko pročišćavanje sivih voda kao i sustav za prikupljanje, filtriranje i ponovno korištenje oborinskih voda. Pročišćena voda, obogaćena kisikom, sprema se u velikim spremnicima te se može ponovno iskoristiti.
Eko-zahod (suhi ili kompostni zahod) upotpunjava sliku tog zaista ekološkog doma. Biootpad iz kuhinje baca se u cijev koja vodi direktno u komposter. Godišnje, procesom kompostiranja, nastaje 40 L visokovrijednog komposta kojeg je potrebno izvaditi iz kompostera.
Navedeni sustavi imaju veliku korist za društvo i okoliš; korištenje vode značajno je smanjeno kao i onečišćenje prirode. Ekološka svijest te potreba za što većim smanjenjem emisije štetnih plinova u atmosferu rezultira sve većim interesom za izgradnju plus-energetskih kuća kao što je heliotrop.
 

## Vanjske poveznice
- www.rolfdisch.de – SolarArchitektur: Das Heliotrop (njem.) (engl.)
- Rolf Disch: »Rotatable Solar Hous: HELIOTROP. The experience of living rotating completely around the sun« (engl.)